# Paweł Staszewski
Paweł Staszewski (ur. 9 września 1944 w Tyczynie) – polski naukowiec, doktor habilitowany w zakresie automatyki, robotyki i elektrotechniki, profesor nadzwyczajny w Instytucie Maszyn Elektrycznych Wydziału Elektrycznego Politechniki Warszawskiej. 
Po ukończeniu studiów rozpoczął pracę naukowo-dydaktyczną na Wydziale Elektrycznym Politechniki Warszawskiej. W pracy naukowej zajmuje się zastosowaniem metod polowych w obliczeniach i projektowaniu maszyn elektrycznych. W 1977 roku uzyskał stopień naukowy doktora za rozprawę Numeryczna analiza obwodu elektromagnetycznego tachometrycznej prądnicy reluktancyjnej, a w 1999 roku stopień doktora habilitowanego za rozprawę Zastosowania metod polowych w obliczeniach i projektowaniu wybranych konstrukcji maszyn elektrycznych. 
Członek Stowarzyszenia Elektryków Polskich (od 1962 roku) oraz brytyjskiej organizacji Institution of Electrical Engineers (od 1979 roku). W 2012 roku został członkiem komitetu organizacyjnego konferencji poświęconej badaniom katastrofy polskiego Tu-154 w Smoleńsku metodami nauk ścisłych.